# Poranthera ericifolia
Poranthera ericifolia är en emblikaväxtart som beskrevs av Edward Rudge. Poranthera ericifolia ingår i släktet Poranthera och familjen emblikaväxter. Inga underarter finns listade i Catalogue of Life.